# 倫諾克斯金冰川
倫諾克斯金冰川（英語：Lennox-King Glacier）是南極洲的冰川，全長約70公里，流經霍蘭山脈和亞歷山德拉皇后山脈，最終注入羅斯冰架，以新西蘭海軍的上尉指揮官命名。
83°25′S 168°0′E / 83.417°S 168.000°E